# Radical 30
El radical 30, representado por el carácter Han 口, es uno de los 214 radicales del diccionario de Kangxi. En mandarín estándar es llamado 口部　(kǒu bù　«radical “boca”»), en japonés es llamado 口部, こうぶ　(kōbu), y en coreano 구 (ku). Este radical aparece comúnmente en caracteres cuyo significado está relacionado con conceptos o acciones que tienen que ver con la boca (por ejemplo: 唇, «labio»; 呼, «llamar»). 
Cabe señalar que el radical 30 luce idéntico al radical 31 (囗), con la excepción de que este último siempre aparece rodeando a los caracteres por todos los lados (por ejemplo en 国, que pertenece a este radical), mientras que el primero aparece en otras posiciones, usualmente en el lado izquierdo (por ejemplo, 吹), en la parte inferior (por ejemplo, 合) u otras (por ejemplo 可).

## Nombres populares
- Mandarín estándar: 口字旁・, kǒu zì páng, «símbolo “boca” en un lado»; 口字底, kǒu zì dǐ, «símbolo “boca” debajo».
- Coreano: 입구부, ip ku bu «radical ku-boca».
- Japonés: 口（くち）, kuchi, «boca»; 口偏（くちへん）, kuchihen, «boca en el lado izquierdo del carácter».[1]
- En occidente: radical «boca».

## Galería
| Estilos antiguos                                 | Estilos antiguos                  | Estilos antiguos                        | Estilos antiguos                   | Estilos antiguos                   | Estilos empleados actualmente       | Estilos empleados actualmente  | Estilos empleados actualmente    | Estilos empleados actualmente   | Estilos empleados actualmente  |
|                                                  |                                   |                                         |                                    |                                    |                                     | 口                             | 口                               |                                 |                                |
| 甲骨文 jiǎgǔwén (escritura de huesos oraculares) | 金文 jīnwén (escritura de bronce) | 简帛 jiǎnbó (escritura de bambú y seda) | 篆文 zhuànwén (escritura de sello) | 篆文 zhuànwén (escritura de sello) | 隸書 lìshū (estilo de los escribas) | 楷書 kǎishū (estilo regular)   | 楷書 kǎishū (estilo regular)     | 行書 xǐngshū (estilo corriente) | 草書 cǎoshū (estilo de hierba) |
| 甲骨文 jiǎgǔwén (escritura de huesos oraculares) | 金文 jīnwén (escritura de bronce) | 简帛 jiǎnbó (escritura de bambú y seda) | 大篆 dàzhuàn (sello grande)        | 小篆 xiǎozhuàn (sello pequeño)     | 隸書 lìshū (estilo de los escribas) | 繁體／繁体 fántǐ (tradicional) | 简体／簡體 jiǎntǐ (simplificado) | 行書 xǐngshū (estilo corriente) | 草書 cǎoshū (estilo de hierba) |

## Caracteres con el radical 30
| trazos | carácter |
| ------ | --- |
| + 0    | 口 |
| + 2    | 古 句 另 叧 叨 叩 只 叫 召 叭 叮 可 台 叱 史 右 叴 叵 叶 号 司 叹 叺 叻 叼 叽 |
| + 3    | 叾 叿 吀 吁 吂 吃 各 吅 吆 吇 合 吉 吊 吋 同 名 后 吏 吐 向 吒 吓 吔 吕 吖 吗 吸 |
| + 4    | 吘吙吚君吜吝吞吟吠吡吢吣吤吥否吧吨吩吪含听吭吮启吰吱吲吳吴吵吶吷吹吺吻吼吽吾吿呀呁呂呃呄呅呆呇呈呉告呋呌呍呎呏呐呑呒呓呔呕呖呗员呙呚呛                                                           |
| + 5    | 呜呝呞呟呠呡呢呣呤呥呦呧周呩呪呫呬呭呮呯呰呱呲味呴呵呶呷呸呹呺呻呼命呾呿咀咁咂咃咄咅咆咇咈咉咊咋和咍咎咏咐咑咒咓咔咕咖咗咘咙咚咛咜咝                                                             |
| + 6    | 咞咟咠咡咢咣咤咥咦咧咨咩咪咫咬咭咮咯咰咱咲咳咴咵咶咷咸咹咺咻咼咽咾咿哀品哂哃哄哅哆哇哈哉哊哋哌响哎哏哐哑哒哓哔哕哖哗哘哙哚哛哜哝哞哟                                                             |
| + 7    | 哠員哢哣哤哥哦哧哨哩哪哫哬哭哮哯哰哱哲哳哴哵哶哷哸哹哺哻哼哽哾哿唀唁唂唃唄唅唆唇唈唉唊唋唌唍唎唏唐唑唒唓唔唕唖唳啄                                                                               |
| + 8    | 唗唘唙唚唛唜唝唞唟唠唡唢唣唤唥唦唧唨唩唪唫唬唭售唯唰唱唲唴唵唶唷唸唹唺唻唼唽唾唿啀啁啂啃啅商啇啈啉啊啋啌啍啎問啐啑啒啓啔啕啖啗啘啙啚啛啜啝啞啟啠啡啢啣啤啥啦啧啨啩啪啫啬啭啮啯啰啱啲啳啴啵啶啸啹 |
| + 9    | 啷啺啻啼啽啾啿喀喁喂喃善喅喆喇喈喉喊喋喌喍喎喏喐喑喒喓喔喕喖喗喘喙喚喛喜喝喞喟喠喡喢喣喤喥喦喧喨喩喪喫喬喭單喯喰喱喲喳喴喵営喷喸喹喺喻喼喽喾                                                     |
| + 10   | 喿嗀嗁嗂嗃嗄嗅嗆嗇嗈嗉嗊嗋嗌嗍嗎嗏嗐嗑嗒嗓嗔嗕嗖嗗嗘嗙嗚嗛嗜嗝嗞嗟嗠嗡嗢嗣嗤嗥嗦嗧嗨嗩嗪嗫嗬嗭嗮嗯嗰嗱嗲嗳嗴嗵                                                                                   |
| + 11   | 嗶嗷嗸嗹嗺嗻嗼嗽嗾嗿嘀嘁嘂嘃嘄嘅嘆嘇嘈嘉嘊嘋嘌嘍嘎嘏嘐嘑嘒嘓嘔嘕嘖嘗嘘嘙嘚嘛嘜嘝嘞嘟嘠嘡嘢嘣嘤嘥嘦嘧嘨噌                                                                                         |
| + 12   | 嘩嘪嘫嘬嘭嘮嘯嘰嘱嘲嘳嘴嘵嘶嘷嘸嘹嘺嘻嘼嘽嘾嘿噀噁噂噃噄噅噆噇噈噉噊噋噍噎噏噐噑噒噓噔噕噖噗噘噙噚噛噜噝器噴                                                                                     |
| + 13   | 噞 噟 噠 噡 噢 噣 噤 噥 噦 噧 噩 噪 噫 噬 噭 噮 噯 噰 噱 噲 噳 噵 噶 噷 噸 噹 噺 噻 噼 噽 |
| + 14   | 噾 噿 嚀 嚁 嚂 嚃 嚄 嚅 嚆 嚇 嚈 嚉 嚊 嚋 嚌 嚍 嚎 嚏 嚐 嚑 嚒 嚓 |
| + 15   | 嚔 嚕 嚖 嚗 嚘 嚙 嚚 嚛 嚜 嚝 嚞 嚟 嚠 嚡 嚢 |
| + 16   | 嚣 嚤 嚥 嚦 嚧 嚨 嚩 嚪 嚫 嚬 嚭 嚮 嚯 嚰 |
| + 17   | 嚱 嚲 嚳 嚴 嚵 嚶 嚷 嚸 嚹 嚺 |
| + 18   | 嚻 嚼 嚽 嚾 嚿 囀 囁 囂 囃 囄 |
| + 19   | 囅 囆 囇 囈 囉 囊 囋 囌 囍 囎 |
| + 20   | 囏 囐 |
| + 21   | 囑 囒 囓 囔 囕 |
| + 25   | 囖 |